# Baye (Finistère)
Baye (bretonisch Bei) ist eine französische Gemeinde mit 1363 Einwohnern (Stand 1. Januar 2022) im Département Finistère.

## Lage
Der Ort befindet sich im Süden der Bretagne nahe der Atlantikküste.
Quimperlé liegt vier Kilometer östlich, Lorient 21 Kilometer südöstlich, Quimper 40 Kilometer nordwestlich und Paris etwa 450 Kilometer nordöstlich (Angaben in Luftlinie).

## Bevölkerungsentwicklung
| Jahr                       | 1962 | 1968 | 1975 | 1982 | 1990 | 1999 | 2010 | 2017 |
| Einwohner                  | 438  | 414  | 547  | 781  | 895  | 912  | 1141 | 1149 |
| Quellen: Cassini und INSEE |      |      |      |      |      |      |      |      |

## Sehenswürdigkeiten

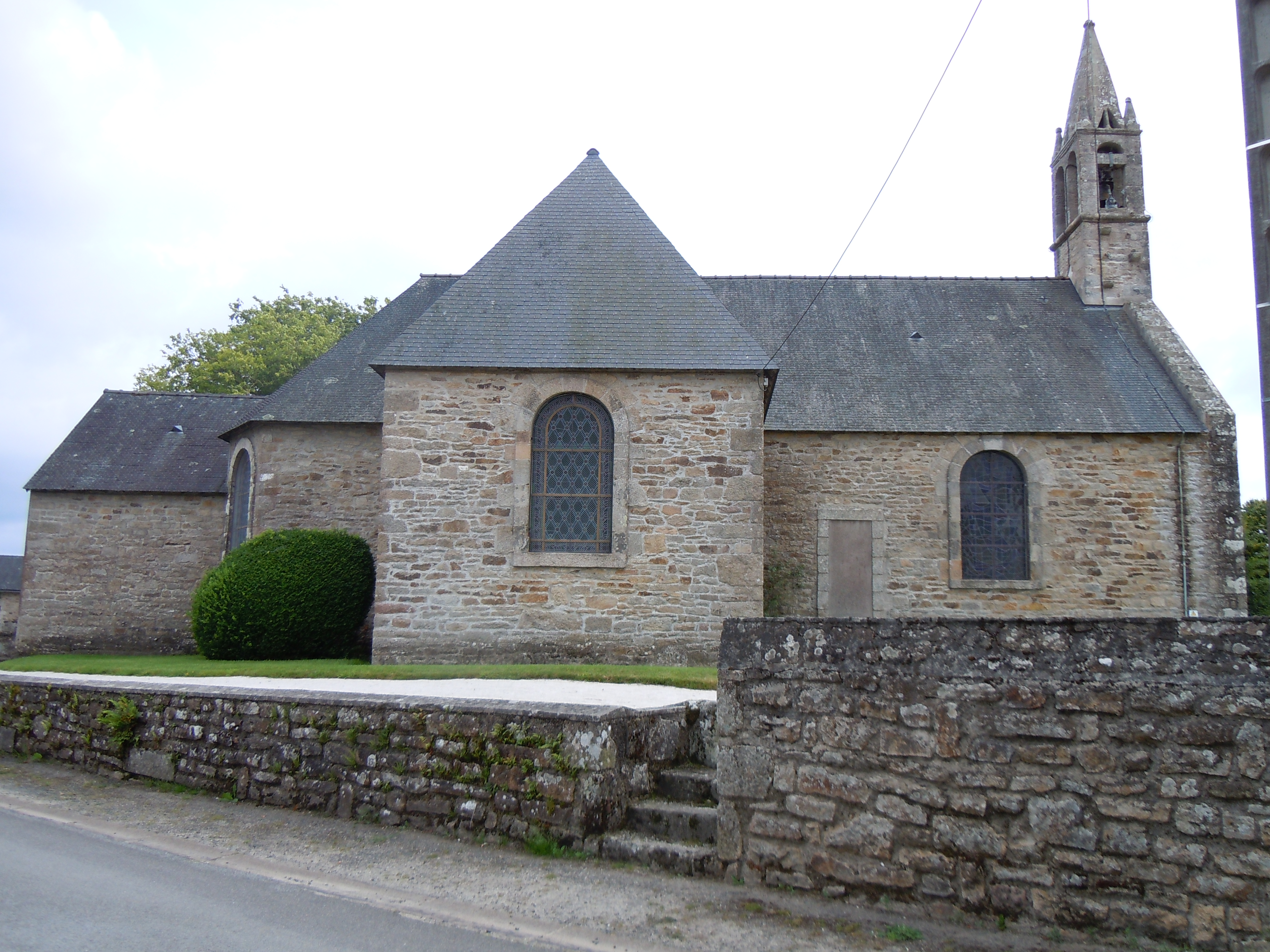
Kirche Saint-Pierre-aux-Liens

- Kirche Saint-Pierre-aux-Liens

## Verkehr
Bei Quimperlé befindet sich die nächste Abfahrt an der Europastraße 60 (Brest-Nantes) und ein Regionalbahnhof an der überwiegend parallel verlaufenden Bahnlinie. 
Der nächste Regionalflughafen ist der Aéroport de Lorient Bretagne Sud bei Lorient.